# 日朝寺 (米沢市)
日朝寺（にっちょうじ）は、山形県米沢市相生町にある日蓮宗の寺院。山号は吉祥山。旧本山は玉澤妙法華寺、奠師法縁(奠統会)。泥足毘沙門天を祀る。千坂太郎左衛門（石川県令、岡山県令）の墓がある。

## 歴史
文永11年（1274年）、佐渡流罪から赦免された立正大師日蓮が改宗した越後高田にあった真言宗寺院が起源。明応3年（1494年）長尾為景（上杉謙信の父）から保護を受ける。謙信が当寺の泥足毘沙門天を崇拝し、上杉家とともに会津若松を経て慶長6年（1601年）米沢市の現在地へ移転し上杉景勝から本堂が寄進された。文政7年（1824年）と大正6年（1917年）に火災で諸堂を焼失したが大正8年（1919年）現在の本堂が再建された。

## 旧末寺
日蓮宗は昭和16年に本末を解体したため、現在では、旧本山、旧末寺と呼びならわしている。
- 智證山日善寺（湯沢市表町）
- 圓乗山本行寺（湯沢市横堀字白銀町）

## 参考資料
- 日蓮宗寺院大鑑編集委員会『宗祖第七百遠忌記念出版 日蓮宗寺院大鑑』大本山池上本門寺 (1981年)
- 『越後の古都･高田』東洋大学史蹟研究会（1965年）
- 『本化別頭仏祖統記』
- 『米沢古誌類纂』
- 今泉亨吉「日朝寺の由来等について」（温故 米沢温故会会誌8号、1981年8月）